# PGC 72057
LEDA/PGC 72057 ist eine Galaxie im Sternbild Aquarius auf der Ekliptik. Sie ist schätzungsweise 292 Millionen Lichtjahre von der Milchstraße entfernt. Gemeinsam mit vier weiteren Galaxien gilt sie als Mitglied der NGC 7727-Gruppe (LGG 480), ist dafür jedoch zu weit entfernt. 